# Apayao
La province d'Apayao est une province des Philippines située dans le nord de l'île de Luçon.

## Villes et municipalités
Municipalités
- Calanasan
- Conner
- Flora
- Kabugao
- Luna
- Pudtol
- Santa Marcela